# Cecilia Lindqvist
Anna Cecilia Lindqvist, ogift Norman, kinesiskt namn: Lin Xili (kinesiska:  林西莉?, pinyin: Lín Xīlì), född 4 juni 1932 i Lund, död 28 september 2021 i Stockholm, var en svensk sinolog, författare och fotograf. Hon räknades som en av Sveriges främsta Kina-kännare.  
Lindqvist blev filosofie magister 1960. Förutom det kinesiska språket, historia och konsthistoria studerade hon även musik, främst stränginstrumentet qin i Peking 1961–1962. Efter det besökte hon fortlöpande Kina under längre och kortare perioder. Från 1971 undervisade hon i kinesiska på bland annat Södra Latins gymnasium och Skanstulls gymnasium i Stockholm. Kinesiskundervisningen vid Södra Latin fortgår genom en av hennes elever. Hon informerade om Kinas kultur, språk, historia och samhälle i tidningsartiklar, TV-program och prisbelönta böcker. 
Lindqvist tilldelades 1989 professors namn. 2003 var hon gästprofessor vid Pekings språkuniversitet (kinesiska: 北京语言大学?, pinyin: Běijīng yǔyán dàxué).
Hon var 1956–1986 gift med författaren Sven Lindqvist, med vilken hon fick två barn. Boken Resa med Aron beskriver i detalj den då treårige sonens språkutveckling och tankevärld under en årslång reportageresa i Sydamerika.

## Bildgalleri

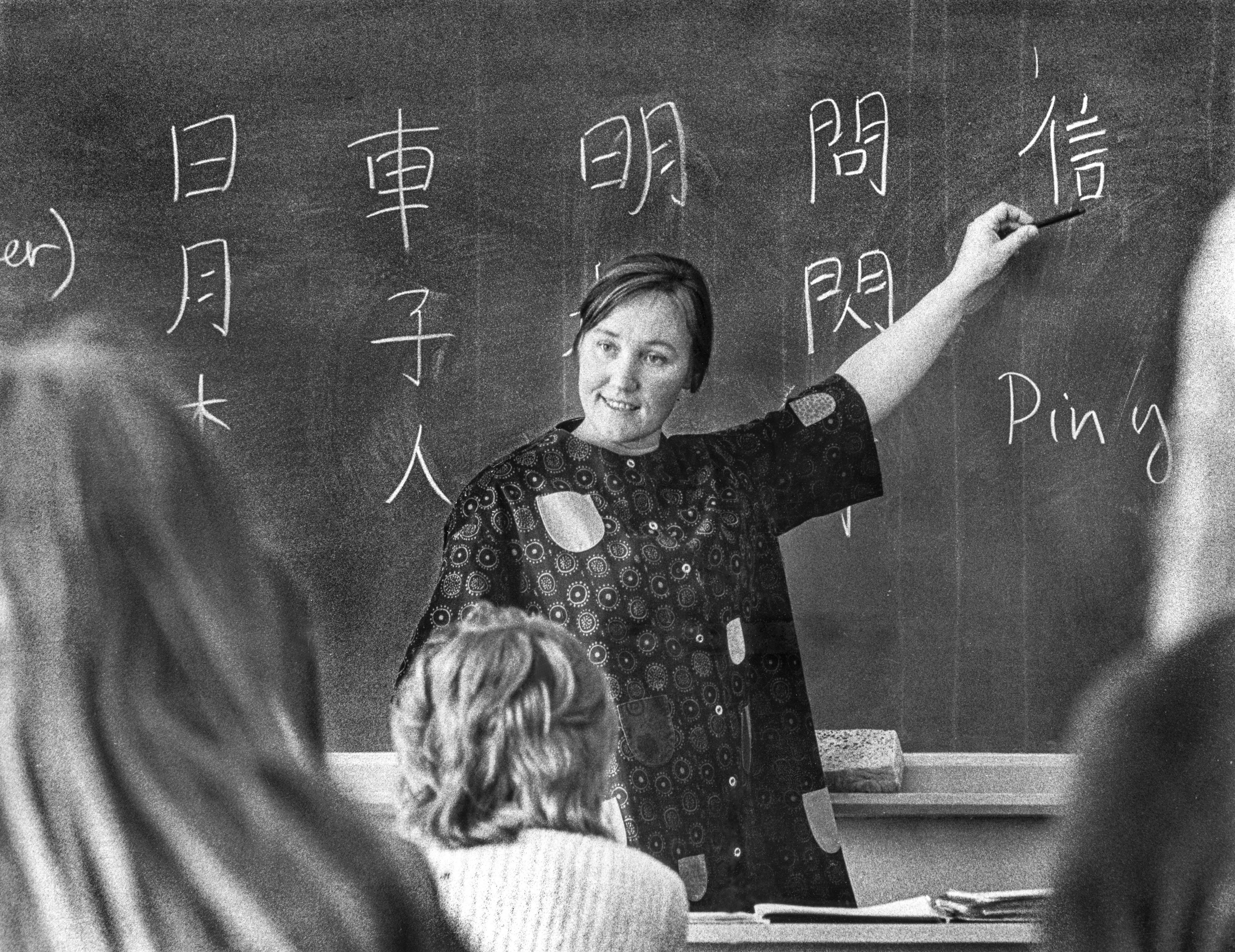
Cecilia Lindqvist under en lektion i kinesiska vid Skanstulls gymnasium, 1971.
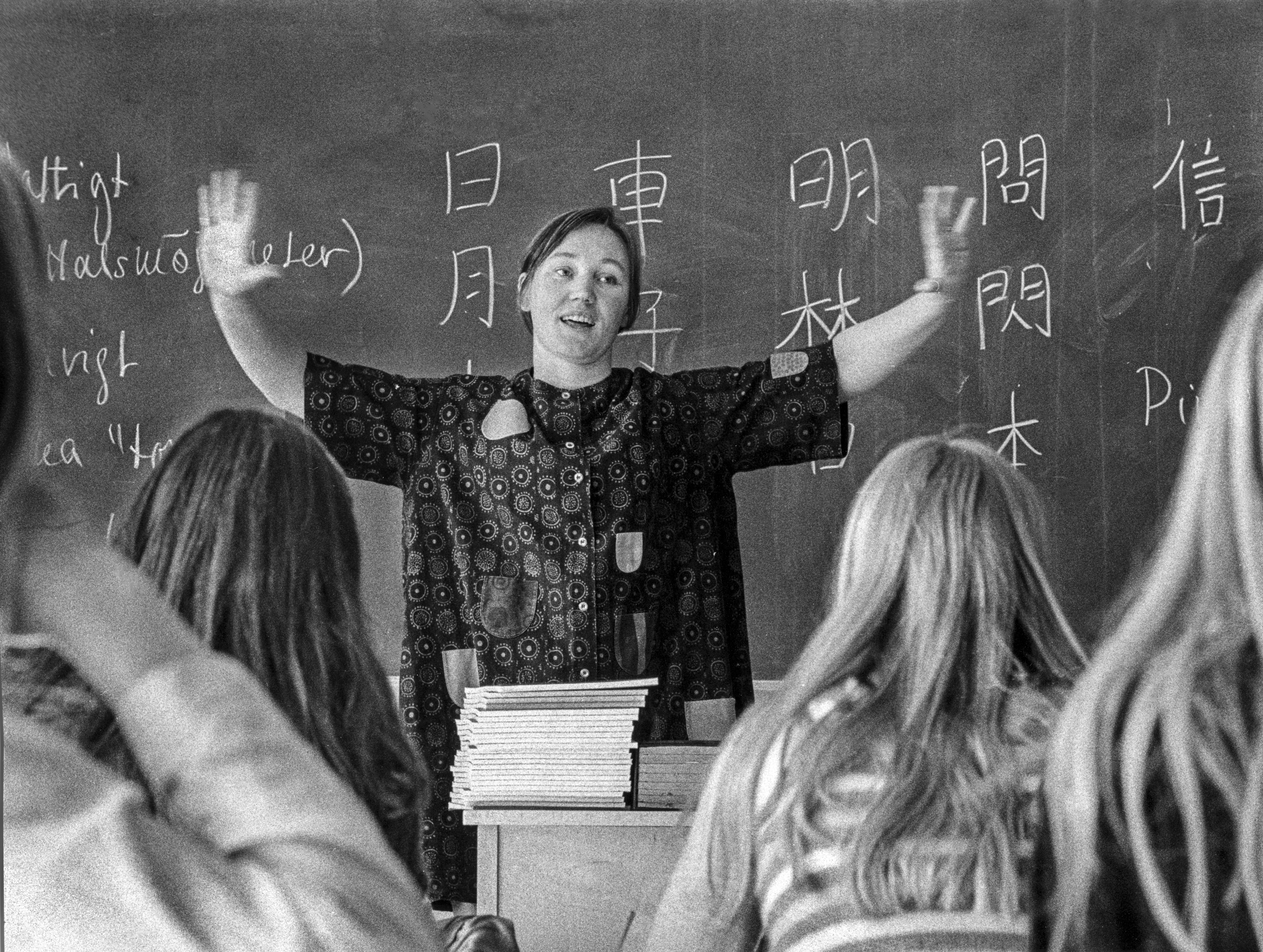
Cecilia Lindqvist under en lektion i kinesiska vid Skanstulls gymnasium, 1971.